# Кембриджське рівняння
Кембриджське рівняння (Формула А. Пігу, теорія касових залишків) (англ. Cambridge equation) — емпірична модель, що використовується для пояснення характеру взаємозв'язку між грошима, цінами та реальним ВВП та представляється у вигляді формули, за допомогою якої обчислюють реальну потребу в грошах.
За основу беруться два мотиви зберігання грошей, такі як, засіб для обігу (трансакційний мотив) і як резерву на покриття непередбачених потреб (запобіжний мотив). Теорія касових залишків — варіант кількісної теорії грошей.
Кембриджське рівняння, яке описує функцію попиту на гроші, виглядає так:
{\displaystyle M^{}={\textit {k}}\cdot P\cdot Y}
де,
M — грошова маса, що перебуває в обігу;
k — коефіцієнт касових залишків (частина грошових засобів котру люди бажають зберегти у формі готівки);
P — середній рівень цін;
Y — обсяг виробництва в натуральних одиницях виміру.

Кембриджська квазі-квантитативна теорія грошей стверджує, що люди та підприємства тримають певну кількість грошей у формі готівки для того, щоб здійснювати певні грошові транзакції. Ця кількість залежить від їхнього номінального доходу та того, як часто вони витрачають гроші.
Збільшення номінального доходу призведе до збільшення попиту на гроші, оскільки людям і підприємствам потрібно більше грошей для здійснення більшої кількості транзакцій.
Збільшення швидкості обертання грошей також призведе до збільшення попиту на гроші, оскільки кожна грошова одиниця використовується частіше.

## Історія
Кембриджська школа економіки виникла на початку XX століття за участю відомих британських економістів, таких як: А. Маршалл, А. Пігу, Д. Робертсон, Дж. М. Кейнс та ін. Основні принципи були яскраво викладені у працях А. Пігу. У 1917 році він опублікував Кембриджське рівняння в своїй праці «Вартість грошей» англ. "Value of Money". Пігу визнав, що гроші мають різноманітні функції, включаючи не лише засіб обігу та платежу, але й нагромадження.
Так само, як Ірвінг Фішер, прихильники кембриджської школи стверджували, що зміна маси грошей впливає на рівень цін. Однак їхній підхід був не макроекономічним, а мікроекономічним, зосередженим на попиті на гроші. Вони розглядали попит на гроші як утримання грошових резервів окремими особами та підприємствами, звертаючи увагу на мотивацію власників відносно їхньої грошової політики. Під «грошовими резервами» розумілися як готівкові кошти, так і залишки на банківських рахунках. Прихильники цієї теорії пояснювали мотиви утримання грошей як формування фондів для обігу та резервів для покриття неочікуваних витрат. Таким чином, Пігу визначав кількість грошей як суму готівкових коштів у населення і підприємств.

## Застосування кембриджського рівняння
Кембриджське рівняння використовується для аналізу впливу монетарної політики на рівень цін та обсяг випуску. Згідно з кембриджським рівнянням, збільшення пропозиції грошей (M) призводить до зростання рівня цін (P) та обсягу випуску (Y). Це пояснюється тим, що люди, маючи більше грошей, витрачають їх більше, що стимулює зростання цін і виробництва.
Вивчення динаміки інфляції та дефляції. Кембриджське рівняння можна використовувати для моделювання інфляційних та дефляційних процесів. Наприклад, якщо пропозиція грошей зростає швидше, ніж обсяг випуску, це може призвести до інфляції.
Дослідники використовують кембриджське рівняння для вивчення історії економічних циклів. Це може допомогти їм зрозуміти причини та наслідки економічних спадів та підйомів.